# Frances Pomeroy Naismith Award
Frances Pomeroy Naismith Award – nagroda przyznawana corocznie przez Koszykarską Galerię Sław im. Jamesa Naismitha najlepszemu koszykarzowi akademickiemu ostatniego roku w USA, o wzroście 183 cm i poniżej oraz koszykarce mierzącej 173 cm wzrostu i mniej. Nosi imię córki twórcy koszykówki, Jamesa Naismitha. Mężczyźni są nią nagradzani od 1969 roku, natomiast kobiety od 1984. W pierwszych latach nagrodę przyznawano kobietom poniżej 168 cm wzrostu, jednak to kryterium zostało podwyższone z upływem lat. Nagroda jest przyznawana koszykarzom przez panel wyborczy Krajowego Stowarzyszenia Trenerów Koszykarskich (NABC), a koszykarkom przez Żeńskie Stowarzyszenie Trenerów Koszykówki (WBCA). Po sezonie 2013–14 zakończono zaprzestano przyznawania nagrody.
Frances Pomeroy Naismith Award została zarezerwowana dla koszykarzy i koszykarek uczestniczących w rozgrywkach NCAA Division I. W przeszłości mieli ją jednak szansę otrzymać zawodnicy dowolnego poziomu rozgrywek NCAA. Pośród mężczyzn John Rinka z Kenyon College (1970), Mike Schieb z Susquehanna University (1978) i Jerry Johnson z Florida Southern College zostali jej laureatami, występując odpowiednio w NCAA Division II, Division III i  Division II. W kategorii kobiet Julie Dabrowski z New Hampshire College (1990), Amy Dodrill (1995) i Angie Arnold (1998), obie z Johns Hopkins University, jako laureatki występowały NCAA Division III.
Jedynie trzy uczelnie z listy mężczyzn (Louisville, St. John’s i UCLA) i sześć z listy kobiet (Baylor, Connecticut, Gonzaga, Johns Hopkins, Notre Dame i Penn State) miały w swoich szeregach więcej niż jednego laureata. Tylko reprezentanci uczelni Louisville zdobyli nagrodę więcej niż raz z rzędu (Peyton Siva w 2013 i Russ Smith w 2014). Pięć uczelni posiada zwycięzców w kategorii zarówno kobiet, jak i mężczyzn: Kalifornia, Eastern Michigan, NC State, Purdue i Wirginia.

## Laureaci

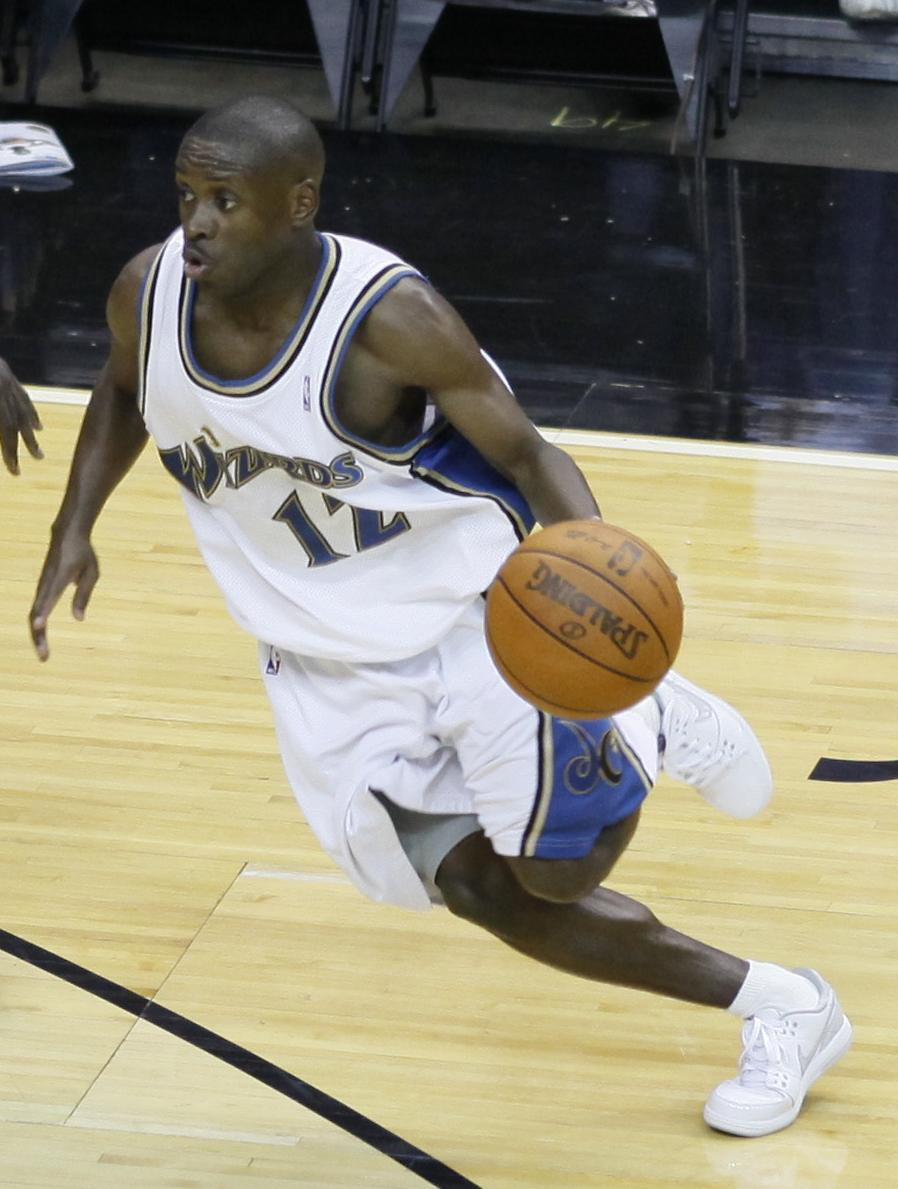
Earl Boykins(165 cm) jest trzecim najniższym laureatem nagrody wśród mężczyzn.

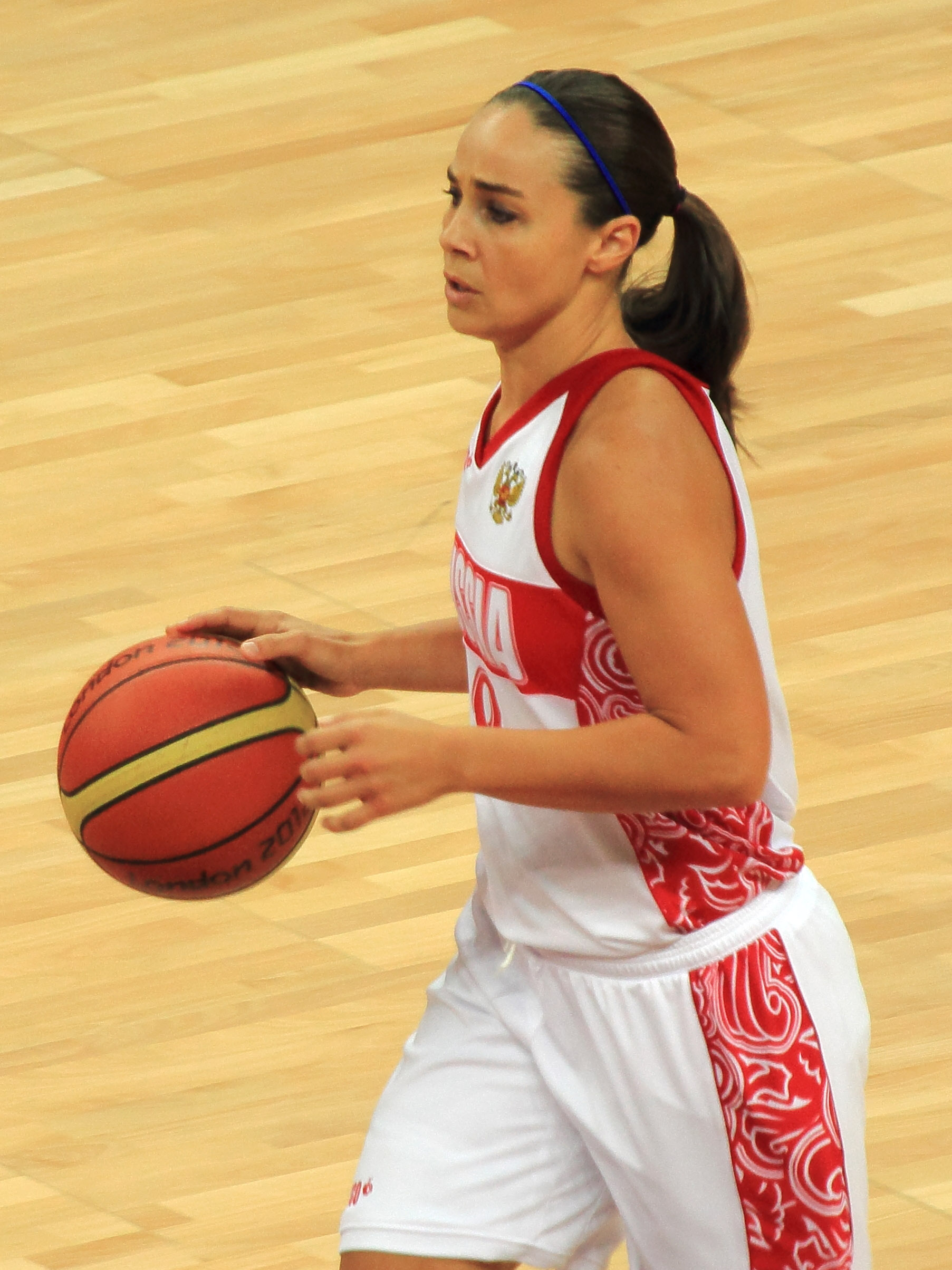
Becky Hammon jest liderką wszech czasów konferencji Western Athletic NCAA.

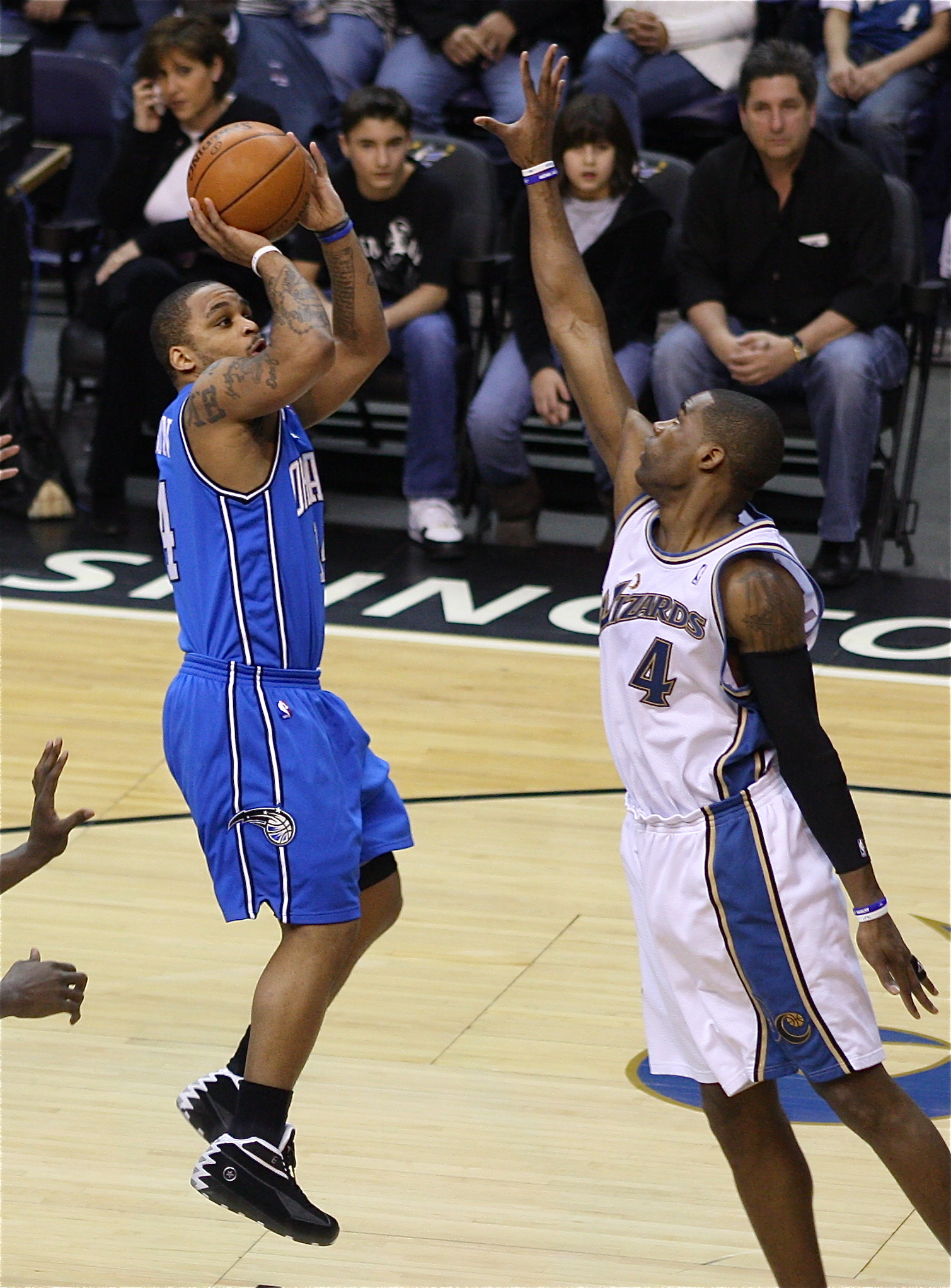
Jameer Nelson uznany Akademickim Zawodnikiem Roku 2004 przez dwie różne organizacje.

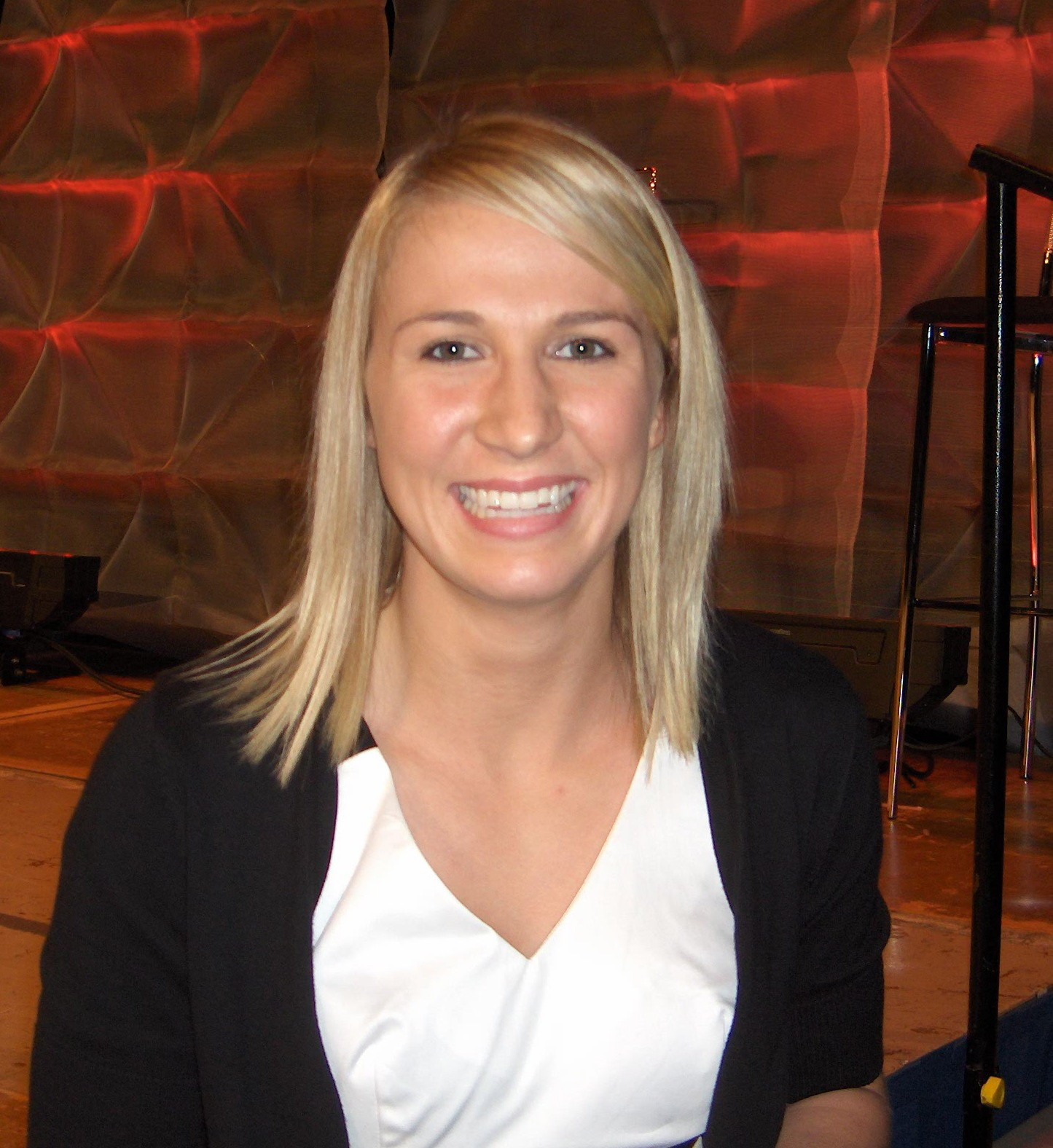
Laureatka z 2011 roku wśród kobiet Courtney Vandersloot podczas inauguracyjnej gali nagród – WBCA Award Show

| * | Nagrodzony/na tytułem Zawodnika Roku: Naismith College Player of the Year i/lub John R. Wooden Award (i/lub Wade Trophy – kobiety) |

| Sezon   | Zawodnik         | Uczelnia             | Wzrost |
| ------- | ---------------- | -------------------- | ------ |
| 1968–69 | Bill Keller      | Purdue               | 178    |
| 1969–70 | John Rinka       | Kenyon               | 75     |
| 1970–71 | Charlie Johnson  | Kalifornia           | 183    |
| 1971–72 | Scott Martin     | Oklahoma             | 183    |
| 1972–73 | Robert Sherwin   | Army                 | 180    |
| 1973–74 | Mike Robinson    | Michigan State       | 180    |
| 1974–75 | Monte Towe       | NC State             | 170    |
| 1975–76 | Frank Alagia     | St. John’s           | 178    |
| 1976–77 | Jeff Jonas       | Utah                 | 183    |
| 1977–78 | Mike Schieb      | Susquehanna          | 173    |
| 1978–79 | Alton Byrd       | Columbia             | 175    |
| 1979–80 | Jim Sweeney      | Boston College       | 180    |
| 1980–81 | Terry Adolph     | West Texas State     | 173    |
| 1981–82 | Jack Moore       | Nebraska             | 175    |
| 1982–83 | Ray McCallum Sr. | Ball State           | 175    |
| 1983–84 | Ricky Stokes     | Wirginia             | 178    |
| 1984–85 | Bubba Jennings   | Texas Tech           | 180    |
| 1985–86 | Jim Les          | Bradley              | 180    |
| 1986–87 | Muggsy Bogues    | Wake Forest          | 160    |
| 1987–88 | Jerry Johnson    | Florida Southern     | 180    |
| 1988–89 | Tim Hardaway     | UTEP                 | 183    |
| 1989–90 | Greg Harvey      | St. John’s           | 183    |
| 1990–91 | Keith Jennings   | East Tennessee State | 170    |
| 1991–92 | Tony Bennett     | Green Bay            | 183    |
| 1992–93 | Sam Crawford     | New Mexico State     | 173    |
| 1993–94 | Greg Brown       | New Mexico           | 170    |
| 1994–95 | Tyus Edney       | UCLA                 | 178    |
| 1995–96 | Eddie Benton     | Vermont              | 180    |
| 1996–97 | Brevin Knight    | Stanford             | 178    |
| 1997–98 | Earl Boykins     | Eastern Michigan     | 165    |
| 1998–99 | Shawnta Rogers   | George Washington    | 163    |
| 1999–00 | Scoonie Penn     | Ohio State           | 180    |
| 2000–01 | Rashad Phillips  | Detroit              | 178    |
| 2001–02 | Steve Logan      | Cincinnati           | 178    |
| 2002–03 | Jason Gardner    | Arizona              | 178    |
| 2003–04 | Jameer Nelson*   | Saint Joseph’s       | 183    |
| 2004–05 | Nate Robinson    | Washington           | 175    |
| 2005–06 | Dee Brown        | Illinois             | 183    |
| 2006–07 | Tre Kelley       | South Carolina       | 183    |
| 2007–08 | Mike Green       | Butler               | 183    |
| 2008–09 | Darren Collison  | UCLA                 | 183    |
| 2009–10 | Sherron Collins  | Kansas               | 180    |
| 2010–11 | Jacob Pullen     | Kansas State         | 183    |
| 2011–12 | Reggie Hamilton  | Oakland              | 180    |
| 2012–13 | Peyton Siva      | Louisville           | 183    |
| 2013–14 | Russ Smith       | Louisville           | 183    |

| Sezon   | Zawdniczka           | Uczelnia              | Wzrost |
| ------- | -------------------- | --------------------- | ------ |
| 1983–84 | Kim Mulkey           | Louisiana Tech        | 163    |
| 1984–85 | Maria Stack          | Gonzaga               |        |
| 1985–86 | Kamie Ethridge*      | Teksas                | 165    |
| 1986–87 | Rhonda Windham       | USC                   |        |
| 1987–88 | Suzie McConnell      | Penn State            | 165    |
| 1988–89 | Paulette Backstrom   | Bowling Green         |        |
| 1989–90 | Julie Dabrowski      | New Hampshire College |        |
| 1990–91 | Shanya Evans         | Providence            |        |
| 1991–92 | Rosemary Kosiorek    | Wirginia Zachodnia    | 165    |
| 1992–93 | Dena Evans           | Wirginia              | 163    |
| 1993–94 | Nicole Levesque      | Wake Forest           |        |
| 1994–95 | Amy Dodrill          | Johns Hopkins         |        |
| 1995–96 | Jennifer Rizzotti*   | Connecticut           | 168    |
| 1996–97 | Jennifer Howard      | N.C. State            |        |
| 1997–98 | Angie Arnold         | Johns Hopkins         |        |
| 1998–99 | Becky Hammon         | Colorado State        | 168    |
| 1999–00 | Helen Darling        | Penn State            | 168    |
| 2000–01 | Niele Ivey           | Notre Dame            | 170    |
| 2001–02 | Sheila Lambert       | Baylor                | 170    |
| 2002–03 | Kara Lawson          | Tennessee             | 173    |
| 2003–04 | Erika Valek          | Purdue                | 168    |
| 2004–05 | Tan White            | Mississippi State     | 170    |
| 2005–06 | Megan Duffy          | Notre Dame            | 170    |
| 2006–07 | Lindsey Harding*     | Duke                  | 173    |
| 2007–08 | Jolene Anderson      | Wisconsin             | 173    |
| 2008–09 | Renee Montgomery     | Connecticut           | 170    |
| 2009–10 | Alexis Gray-Lawson   | Kalifornia            | 173    |
| 2010–11 | Courtney Vandersloot | Gonzaga               | 173    |
| 2011–12 | Tavelyn James        | Eastern Michigan      | 170    |
| 2012–13 | Alex Bentley         | Penn State            | 173    |
| 2013–14 | Odyssey Sims*        | Baylor                | 173    |